# Koolma (Veriora)
Koolma – wieś w Estonii, w prowincji Põlva, w gminie Veriora.